# Sassay
Sassay és un municipi francès, situat al departament del Loir i Cher i a la regió de Centre – Vall del Loira. L'any 2007 tenia 865 habitants.

## Demografia

### Població
El 2007 la població de fet de Sassay era de 865 persones. Hi havia 324 famílies, de les quals 60 eren unipersonals (24 homes vivint sols i 36 dones vivint soles), 120 parelles sense fills, 124 parelles amb fills i 20 famílies monoparentals amb fills.
La població ha evolucionat segons el següent gràfic:
Habitants censats

### Habitatges
El 2007 hi havia 367 habitatges, 324 eren l'habitatge principal de la família, 34 eren segones residències i 9 estaven desocupats. 362 eren cases i 2 eren apartaments. Dels 324 habitatges principals, 278 estaven ocupats pels seus propietaris, 38 estaven llogats i ocupats pels llogaters i 8 estaven cedits a títol gratuït; 5 tenien una cambra, 9 en tenien dues, 49 en tenien tres, 82 en tenien quatre i 179 en tenien cinc o més. 255 habitatges disposaven pel capbaix d'una plaça de pàrquing. A 124 habitatges hi havia un automòbil i a 185 n'hi havia dos o més.

### Piràmide de població
La piràmide de població per edats i sexe el 2009 era:
| Homes | Edats   | Dones |
| ----- | ------- | ----- |
| 0     | 95 o +  | 0     |
| 0     | 90 a 94 | 0     |
| 4     | 85 a 89 | 8     |
| 0     | 80 a 84 | 8     |
| 16    | 75 a 79 | 16    |
| 16    | 70 a 74 | 16    |
| 4     | 65 a 69 | 20    |
| 28    | 60 a 64 | 16    |
| 4     | 55 a 59 | 20    |
| 28    | 50 a 54 | 24    |
| 36    | 45 a 49 | 20    |
| 44    | 40 a 44 | 28    |
| 24    | 35 a 39 | 48    |
| 28    | 30 a 34 | 16    |
| 12    | 25 a 29 | 24    |
| 24    | 20 a 24 | 24    |
| 32    | 15 a 19 | 32    |
| 40    | 10 a 14 | 12    |
| 16    | 5 a 9   | 52    |
| 24    | 0 a 4   | 24    |

## Economia
El 2007 la població en edat de treballar era de 518 persones, 399 eren actives i 119 eren inactives. De les 399 persones actives 367 estaven ocupades (203 homes i 164 dones) i 32 estaven aturades (16 homes i 16 dones). De les 119 persones inactives 49 estaven jubilades, 37 estaven estudiant i 33 estaven classificades com a «altres inactius».

### Ingressos
El 2009 a Sassay hi havia 329 unitats fiscals que integraven 895,5 persones, la mediana anual d'ingressos fiscals per persona era de 16.878 €.

### Activitats econòmiques
Dels 23 establiments que hi havia el 2007, 1 era d'una empresa de fabricació d'altres productes industrials, 9 d'empreses de construcció, 7 d'empreses de comerç i reparació d'automòbils, 1 d'una empresa de transport, 2 d'empreses d'hostatgeria i restauració, 2 d'empreses de serveis i 1 d'una empresa classificada com a «altres activitats de serveis».
Dels 10 establiments de servei als particulars que hi havia el 2009, 2 eren paletes, 2 guixaires pintors, 3 lampisteries, 1 electricista, 1 perruqueria i 1 restaurant.
L'any 2000 a Sassay hi havia 42 explotacions agrícoles que ocupaven un total de 676 hectàrees.

## Equipaments sanitaris i escolars
El 2009 hi havia una escola elemental.

## Poblacions més properes
El següent diagrama mostra les poblacions més properes.